# Mitsubishi Strakar
A Mitsubishi Strakar foi lançada em 1999. Trata-se de uma L200 da gama mais luxuosa. Só está disponivél em 4WD e nas carroçarias Cabine Club e Cabine Dupla.

## Como nasceu o nome deStrakar?
Strada era o nome usado na L200 mais luxuosa no Japão e em Portugal também ficou Strada. Entretanto a Fiat lança uma nova pick-up com o mesmo nome.
Abril de 1999 a Mitsubishi Motors de Portugal reuniu o pessoal de marketing para descobrir um novo nome para a L200, no entanto chega o Carlos Sousa, entera-se da situação e lança um palpite “então e se fosse Strakar?”
Um novo nome foi descoberto para a L200. O significado surge a ligação de Strada + Dakar tirando as letras “da” de ambas as palavras e juntando-as.

## Primeira Geração
Em 1998 nasce o nome de Strakar substituindo o nome de Strada, é um nome usado só em Portugal. Em 2001 em setembro a Strakar sofre uma nova alteração, mudando a grelha o para-choques e os farolins traseiros, e ar-condicionado automático.
Passado quatro anos em 2005 sofre novamente uma remodelação, grelha do radiador passa a ter o triângulo com o logo da Mitsubishi que era a nova identificação da Mitsubishi, nas versões de topo vêem equipadas com as abas frontais fazem seguimento até ao meio do pára-choques e vem já com faróis de nevoeiro, os piscas/mínimos da frente e os piscas laterais passaram a ser brancos, atrás é equipada com um para-choques com sensores de estacionamento.
Foi também graças à Strakar que muitas vidas foram salvas, em parceria com a ISN (Instituto de Socorros a Náufragos), equiparam desde 1997 várias Strakar com tudo o que fosse necessário para poder vigiar as praias mesmo as que eram poucos ou nada vigiadas. A Strakar também foi durante alguns anos as pick-up's da ICN (Instituto de Conservação da Natureza). 2005 é o fim de produção deste modelo tento vendido inúmeras carrinhas e em Portugal foi a líder no mercado das Pick-up’s sobretudo graças ao Carlos Sousa pelas vitórias obtidas numa Strakar.

### Series Especiais
- Sea Master - 1999
- Wild Master - 1999
- Baja - 1999
- Sport - 2000
- Excalibur - 2000
- Dakar - 2000
- Baja 01 - 2001
- Sport - 2001
- Evolution - 2002
- Elegance - 2002
- World Cup - 2004
- Baja 04 - 2004
- Dakar - 2005

## Segunda Geração
Em 2006, Portugal recebe a nova Strakar. Com uma carroçaria completamente nova, e com um novo motor 2500cc Common-Rail DI-D cumprindo as normas Euro-4, e é a única Pick-up que pode circular na estrada com quatro rodas motorizes, em qualquer velocidade. Também de novidade nesta nova Strakar é do vidro traseiro baixar. Neste momento é a Pick-up líder no mercado Português.

### Series Especiais
- Adventure - 2008